# Jaume d'Orleans
Jaume d'Orleans   (Rabat, 25 de juny de 1941) Jaume d'Orleans, duc d'Orleans Príncep de sang de França de la casa dels Orleans amb el tractament d'altesa reial.
Nascut el dia 25 de juny de 1941, era el vuitè fill del príncep Enric d'Orleans, comte de París, i de la princesa Isabel d'Orleans-Bragança. Jaume també era nebot per via paterna del príncep Joan d'Orleans i de la princesa Isabel d'Orleans mentre que per via materna ho era del príncep Pere d'Alcantara del Brasil i de la comtessa bohèmia Elisabet Dobrzensky von Dobrzenicz.
L'any 1969, el príncep Jaume d'Orleans es casà amb Gersende de Sabran-Pontèves, filla de Marie Joseph Elzear de Sabran-Pontèves, duc de Sabran-Pontèves, i de Roselyne Manca-Amat de Vallambrosa. El casament se celebrà a Ansouis (Vaucluse), a França. La parella tingué tres fills:
- SAR la princesa Diana d'Orleans, nada el 1970. Es casà amb Alexis de Noailles (1952), fills del duc de Mouchy.[3]
- SAR el príncep Carles-Lluís d'Orleans, nat el 1967. Es casà amb Ileana Manos (1970), princesa grega.
- SAR el príncep Foulques d'Orleans, nat el 1974.

El príncep Jaume d'Orleans és un escriptor i ha publicat tres llibres en francès :
- Jacques d'Orléans avec la collaboration de Bruno Fouchereau, Les ténébreuses affaires du comte de Paris, Albin Michel, Paris, 1999 (ISBN : 222611081X).[4]
- Jacques d'Orléans, Les Chasses des princes d'Orléans, Gerfaut, Paris, 2000 (ISBN : 2901196845).
- Jacques d'Orléans, Ports de guerre, Gerfaut, Paris, 2005 (ISBN : 2914622775).